# Copenaghen Open 1992
Il Copenaghen Open 1992 è stato un torneo di tennis giocato sul sintetico indoor. È stata la 4ª edizione del Copenaghen Open che fa parte della categoria World Series nell'ambito dell'ATP Tour 1992. Si è giocato a Copenaghen in Danimarca dal 2 all'8 marzo 1992.

## Campioni

### Singolare maschile
Magnus Larsson ha battuto in finale  Anders Järryd con il punteggio di 6–4, 7–6(5)

### Doppio maschile
Nicklas Kulti /  Magnus Larsson hanno battuto in finale  Hendrik Jan Davids /  Libor Pimek con il punteggio di 6–3, 6–4